# Чудотворець

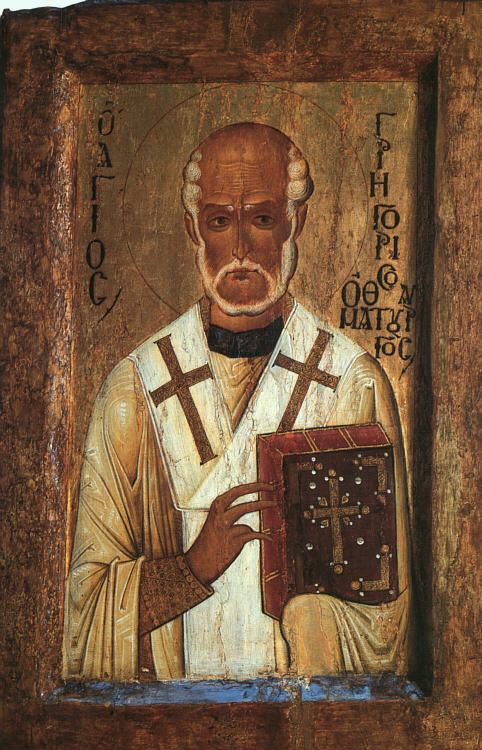
Святитель Григорій Чудотворець

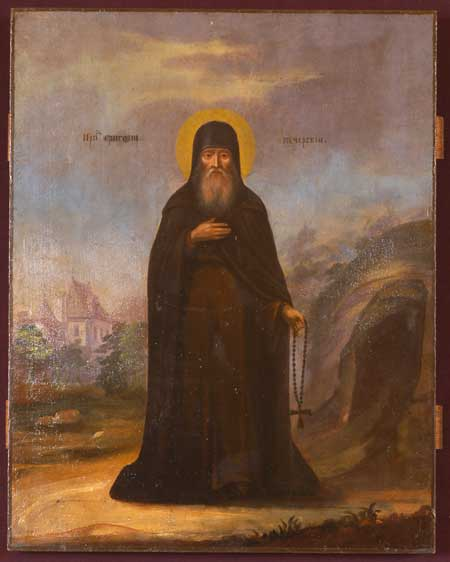
Преподобномученик Григорій Печерський. Як оповідає «Патерик Печерський», тіло прп. Григорія на 3-й день після кончини через утоплення в Дніпрі чудом опинилося в його замкненій келії.

Чудотво́рець (дослівно: той, хто творить чудеса, грец. θαυματουργός) — епітет святих які прославився даром чудотворіння і заступництва у відповідь на молитву до них.
Серед чудотворців особливо шанується святий Миколай. Багато святих можуть здійснювати чудеса але не належати до лику чудотворців. Такий лик присвоює церква при канонізації коли святий особливо відзначився при житті чудотворіннями. У різних святцях і місяцесловах найменування чудотворця приписується різним святим.
Отець Клеопа (Іліє) засуджував тих хто хотів із рвінням отримати дар чудотворіння від Бога: "Шалене і безрозсудне завзяття, захопившись яким деякі слабкі розумом починають вдаватися до суворого і тривалого посту й інших тяжких подвигів з метою отримати від Бога дар чудотворення, удостоїтися бачити ангелів, небесних видінь і одкровень або стати схожим на кого-небудь зі святих. Про подібне божевільне завзяття писав божественний отець Ісаак Сирин, кажучи так: «тяжкою хворобою страждає той, в кого є зле завзяття». А в іншому місці той же святий Ісаак Сирин, кажучи про тих хто подвизається зі злим завзяттям і злою метою, пише так: «Хто посміє молити Бога, бажаючи, щоб його руками відбувалися чудеса і сили, той спокушається в розумі своєму бісом-насмішником»"